# Glasriget
Glasriget (svensk: Glasriket) er et område i Småland i det sydlige Sverige, der omfatter dele af kommunerne Emmaboda, Nybro, Uppvidinge og Lessebo. Her findes et antal større aktive glasbruk samt en række mindre studioglashytter og andre dertil relaterede aktiviteter. De svenske glasværkers historie i Småland kan føres tilbage til i hvert fald 1700-tallet.
Følgende glasbruk er aktive (2017):
- Bergdala glasbruk
- Målerås glasbruk
- Nybro glasbruk
- Orrefors Kosta Boda
- Rosdala glasbruk
- Skrufs glasbruk
- Transjö hytta

Flere af glasværkerne indgår i dag i Orrefors Kosta Boda, der er en fusion af glasværkerne Orrefors glasbruk, Åfors glasbruk, Kosta glasbruk, Boda glasbruk,  SEA glasbruk, Sandviks glasbruk og Johansfors glasbruk. Det nye selskab anvender varemærkerne Kosta Boda og Orrefors, og produktionen er i dag koncentreret på Kosta glasbruk, eller flyttet til udlandet.
Glasværkerne er blevet en del af den svenske kultur, og eksemplarer af deres produkter findes i mange svenske hjem, genkendelige med de enkelte glasværkers små klistermærke i bunden med glasbrukets navn. 
Mange af glasbrukene giver mulighed for et kig ind til glaspusterne i glaspustningshallen, og de større glasbruk har tilhørende museer, glascentre og specielle faciliteter, hvor besøgende kan få et indblik i de yderst varierede produkter, de enkelte glasværker arbejder, og har arbejdet, med.
Udover de større glasværker findes en lang række mindre virksomheder inden for glasbranchen, deriblandt:
- Studioglashytter
- Glasgravører
- Glasreparatører
- Glasmalere
- Glasdesignere og glasformgivere

Blandt mindre hytter kan nævnes Erikshyttan i Eriksmåla, Mickejohans Konstglas, der startede på Pukeberg glasbruk, men nu ligger udenfor Örsjö, Hauges Hantverksglas nær Björkhult og Carlos R. Pebaqué Design i Gullaskruv.
På det nedlagte Pukeberg glasbruk findes Riksglasskolan med en bred vifte af uddannelsesmuligheder inden for glasfaget, herunder glaspustning, glasformgivning, glasforædling, design, m.m. På bruket findes i øvrigt "Ateljéhus Pukeberg", restauranten "Hyttsillen", Glasbutik og Galleri Svalan.

## Ekstern henvisning
- Glasrikets hjemmeside (på svensk, engelsk, tysk, m.m.)